# Karlovo náměstí čp. 46 (Kolín)
Karlovo náměstí čp. 46 je řadový měšťanský dům stojící na východní straně Karlova náměstí v Kolíně. Původně gotický dům byl v polovině osmnáctého století barokně přestavěn stavitelem Josefem Jedličkou. Je charakteristický umělecky hodnotnou fasádou a štítem. V druhé polovině devatenáctého století byl zrekonstruován. Slouží jako obytný dům a v přízemí je i v jednadvacátém století obchod. V roce 1965 byl dům zapsán do Ústředního seznamu nemovitých kulturních památek ČR pod číslem 24158/2-769.

## Historie
Dva lomené kamenné portálky ve sklepě dokládají, že objekt byl postaven ve třináctém století. První písemná zmínka pochází z roku 1494, kdy byl majetek připsán pekaři Tomášovi. V roce 1525 přešel formou dědictví do majetku pozdějšího kolínského primátora Martina Bakaláře z Výskytné († před rokem 1541). Mezi další majitele patřil Jiří Pachta z Rájova (1555 – 1582) nebo humanista Mikuláš Alethin († 1586). Krátce, v letech 1572 – 1573 patřil Danielu Hyttichovi († 1652). Mezi lety 1733 –1738 byl vlastníkem městský radní Martin Podhorský a do roku 1751 Josef Tichý.
Během sedmnáctého a osmnáctého století postihly město morové epidemie. Stopy zde zanechala Třicetiletá válka nebo Bitva u Kolína. Dva požáry v roce 1734 a 1796 také výrazně změnily tvář i půdorys města.
V roce 1751 odkoupil parcelu s požárem poničeným domem místní stavitel Josef Jedlička, který provedl rozsáhlou rekonstrukci domu v barokním slohu. V roce 1764 získal dům Jedličkův zeť Jan Petržilka. V druhé polovině 19. století bylo zazděno podloubí. V roce 1909 se majitelem domu stal knihkupec Josef Kaška s manželkou Annou. V zazděném podloubí si zřídil knihkupectví, které měl původně v domě „U bílé labutě“.

## Architektura
Přízemí řadového jednopatrového domu je rozděleno dvojicí oblouků. V jednom je vybudován vchod a druhý, širší, tvoří výloha obchodu. Přízemí zdobí dvojice pilastrů, jejichž hlavice jsou součástí kladí mezi přízemím a prvním patrem. Patro je členěno třemi okny, které jsou umístěny ve štukových lizénových rámcích. Kraje patra jsou zvýrazněna zdvojením rámců. Okenní šámbrány s ušima spojuje s mohutnými suprafenestrami volutový dekor. Plochu pod suprafenestrami a nad okny vyplňují štukové klenáky s páskovým ornamentem. Okapová římsa, krytá prejzovou stříškou odděluje první patro od členěné atiky s vysokým zprohýbaným štítem a volutami. Štít dělí čtyři pilastry s korintskými hlavicemi. Uprostřed je v nice umístěna socha Panny Marie Karlovské z druhé poloviny 18. století od neznámého autora. Nika je také zvýrazněna suprafenestrou s vloženým klenákem. Po stranách ji zdobí dvojice pilastrů s hlavicemi a krycími deskami. Ty ústí do kladí, které je vytvořeno kolem celého štítu. Vrchol štítu zvýrazňuje štukový pás a je kryt prejzovou stříškou. Dům má sedlovou střechu.  

### Interiér
Strop sklepa tvoří valená klenba z lámaného kamene. V roce 1909 byla snížena. V přízemí byl vybudován obchod, který má valenou klenbu s výsečemi. Z dlouhé chodby na levé straně domu se vchází do pokojů. Chodba i pokoje jsou zaklenuty valenou klenbou s lunetami. Některé pokoje v prvním poschodí mají také valenou klenbu a jeden je zdoben i lunetami. Do dvora má dům předsazenou pavlač, kterou tvoří v obou podlažích dvě lunetové arkády. Na pavlač a do dvora vedou dubové portálky s vroubeným ostěním a světlíky.